# 梨园主题公园
39°52′23″N 116°40′19″E / 39.873°N 116.672°E
梨园主题公园是位于北京市通州区九棵树东路68号的一个公园，占地面积7.51公顷，绿化面积75000平方米。种植有乔木2387株、花灌木27287株。

## 景区
公园内建有书鼓场、中心广场、京剧标志物雕塑、天书楼、云光湖、韩美林艺术馆（北京馆）等景点。
- 韩美林艺术馆（北京馆）：位于公园东门处，是国家4A级旅游景区，建筑面积约12000平方米，于2008年6月25日落成。北展区包括序厅、陶瓷馆、综合馆、雕塑馆、书画馆、新作馆、影视厅；南展区包括设计馆、手稿馆、紫砂馆、城雕厅，展品共2600余件。系统地展示了韩美林的艺术作品与成就。[3]
- 云光湖：位于公园中部，面积约10亩，湖中建有木栈道，并种有睡莲荷花等水生植物。沿湖边有一条长800米的环形休闲跑道。

## 交通
公园东门外可乘坐北京地铁1号线八通线临河里站。